# Ницахский сельский совет (Тростянецкий район)
Ницахский сельский совет (укр. Ницахська сільська рада) — входит в состав
Тростянецкого района
Сумской области
Украины.
Административный центр сельского совета находится в 
с. Ницаха
.

## Населённые пункты совета
- с. Ницаха
- с. Новоукраинка

## Ликвидированные населённые пункты совета
- с. Калиновка